# 三留理男
三留 理男（みとめ ただお、1938年12月1日 - 2022年3月22日）は、日本の報道写真家。国連から恒久IDカードを発行された世界でも数少ないジャーナリストの一人。

## 人物
1938年、日本統治下の朝鮮北部・沙里院（現在は北朝鮮・黄海北道沙里院市）に生まれる。1948年に長崎県佐世保市に引き揚げる。山口県立萩高等学校在学中に、元朝日新聞のカメラマンであった角川政治に師事、写真を学ぶ。
1958年に日本大学藝術学部写真学科に入学。在学中の1961年には写真集「Document 小児マヒの記録」(法政大学出版局)を出版した。同年には初の個展「どんづまり―筑豊の女たち」を開催し、各方面より高い評価を得る。
その後、日本大学藝術学部写真学科を中退。1960年代半ばより報道写真家としてアフリカ・ギニアの部族を取材する。また、パレスチナ、インドシナ三国の国際紛争を取材する。
三里塚闘争（成田空港問題）の活動にも参加しており、1968年3月31日に成田市街地で機動隊とデモ隊が激しく衝突した第3次成田デモ事件などを取材している。三里塚芝山連合空港反対同盟（反対同盟）も制作に参加した映画『襤褸の旗』では制作にも携わった。現在でも反対同盟の北原派主催の映画上映会で話をすることがある。アジア・アフリカを中心に70カ国以上を取材しているが、成田空港の使用は避けている。
1981年に『アコロ「食うものをくれ!!」』(集英社)を出版。ケニアの西北部、トルカナ地方で飢餓に苦しむ人々の姿をルポルタージュした写真は人々に大きな衝撃を与えた。同年、毎日新聞で発表した「ケニア飢餓前線」は東アフリカ救済キャンペーンの契機となった。
『国境を越えた子供たち』（集英社）をはじめとする一連の作品で、世界の様々な国境線上の状況を、強い問題意識と共感を持って取材した作品は反響を呼んだ。この功績が認められ、1982年に第一回土門拳賞を受賞した。
1988年、長年のアジア・アフリカでの取材活動に対し、第4回アジア・アフリカ賞受賞を受賞。
1997年、『辺境の民—アジアの近代化と少数民族』で第9回アジア・太平洋賞特別賞受賞。

## 略歴
- 1938年、朝鮮・黄海道沙里院（現：朝鮮民主主義人民共和国黄海北道沙里院市）で生まれる。
- 1948年、佐世保に引き揚げる。
- 1958年、日本大学藝術学部写真学科に入学
- 1960年代中頃よりフリーランスとして活動
- 1988年、毎日新聞特別嘱託[6]。
- 2022年3月22日、前立腺がんのため東京都渋谷区の介護施設で死去[7][8]。83歳没。

## 受賞歴
- 1982年、第1回土門拳賞受賞
- 1988年、第4回アジア・アフリカ賞受賞
- 1997年、第9回アジア・太平洋賞特別賞受賞

## 作品リスト
- 『Document 小児マヒの記録』(法政大学出版局)
- 『アコロ「食うものをくれ!!」』(集英社)
- 『辺境の民—アジアの近代化と少数民族』(弘文堂)
- 『飢餓』(光文社)
- 『サラーム』(毎日新聞社)
- 『チュイポン』(小学館)
- 『望郷』(東京書籍)
- 『満州棄民』(東京書籍)
- 『カンボジア0からの出発　サバイ！　サバイ！』(集英社)
- 『地雷』（草の根出版会）
- 『国境を越えた子供たち』(集英社)
- 『悲しきアンコール・ワット』(集英社)
- 『望郷-皇軍兵士いまだ帰還せず』(ミリオン出版)
- 『辺境の民—アジアの近代化と少数民族』(弘文堂)
- 『シャッター切ってアジアを食す』(講談社)
- 『地雷:1億1000万個の悪魔 アジアを歩く』
- 『ジミーとジョージ—海を越えた国際児たち』
- 『チュイ・ポン—助けて!』
- 『記録抗日戦—生きている証人 三留理男・中国からの報告』
- 『サラーム—平和を!』
- 『見る。書く。写す。—天下縦横無尽』
- 『華僑—海水の至る所に華僑あり』
- 『麻薬(ヘロイン)』
- 『カンボジア 希望の川 子供たちの詩』
- 『国語事件殺人辞典』
- 『大木よね—三里塚の婆の記憶』
- 『三里塚-成田闘争の記憶』
- 『Document中国—三留理男・写真報告』
- 『カメラはなにを見たか—国をおわれた子どもたち』
- 『パレスチナ』
- 『愛は地球を救う—Africa 24時間テレビ・チャリティ写真集』　他